# 曼铁尔
曼铁尔，是西班牙卡斯蒂利亚-拉曼恰瓜达拉哈拉省的一个市镇。总面积15平方公里，总人口94人（2001年），人口密度6人/平方公里。